# Océane Amsler
Pour les articles homonymes, voir Amsler.
Océane Amsler ou simplement Océane, née le 29 décembre 1992 à Saint-Jean-de-Braye dans le Loiret, est une vidéaste web, streameuse et entrepreneuse française.

## Biographie

### Jeunesse et éducation
Océane Rothenhöfer naît le 29 décembre 1992. Elle fait des études de langue étrangère appliquée avant de se rediriger vers une école de relooking. Elle obtient un diplôme de conseillère en image.

### Carrière
Elle participe à plusieurs émissions de téléréalités sur TFX et NRJ 12, avant de se tourner vers la création de contenus avec le pseudonyme Océane Rthn.
En 2023, elle cumule plus de 1,87 million d’abonnés sur YouTube son compte principal et 955k sur son compte secondaire et 1,8 million sur TikTok. Elle a 1,2 million d'abonnés sur son compte Instagram.
En avril 2024, elle est animatrice d'un live Twitch pour la cérémonie Les Flammes,.

## Entrepreneuriat

### Marque de vêtement
En 2021, elle lance une marque de vêtement nommée Coucou Guys.

### Maison Bagarre
En juillet 2024, elle colance une marque de canette de vin nommée Maison Bagarre. 
En juillet 2024, l'association Addictions France, songe à porter plainte, estimant que la promotion de la marque ne respecte pas les normes légales encadrant la publicité sur les produits alcoolisés notamment celle de la Loi Évin.
Avec un investissement de 150,000 € dans la création du projet, le lancement de la marque est perçu comme un échec par les créateurs de la marque,.

## Affaire judiciaire
Le 15 juillet 2025, l'association Addictions France porte officiellement plainte contre Océane Amsler. L'association met en cause les publicités de Maison Bagarre, qui vend du vin pétillant en cannette,.

## Vie privée
Depuis le 30 octobre 2018, elle est en couple avec Le Motif.

## Polémique

### Promotion de Coca-Cola
En juin 2024, il lui est reproché de collaborer avec l'enseigne Coca-Cola, ciblée par les mouvements BDS et Block Out (en) pour ses supposées positions sionistes et son prétendu financement de génocides,.

## Filmographie
- 2018: Beauty Match : Le choc des influenceuses sur TFX
- 2019: Les Anges (saison 11) sur NRJ 12
- 2020: Les Anges (saison 12) sur NRJ 12
- 2023: Safe Zone sur France.tv Slash[21]